# シンデレラ・リバティー/かぎりなき愛
『シンデレラ・リバティー/かぎりなき愛』（シンデレラ・リバティー、原題：Cinderella Liberty）は、1973年公開のアメリカ映画。
マーク・ライデル監督による恋愛ドラマかつ人間ドラマ。主演女優マーシャ・メイソンがゴールデングローブ賞、ドラマ部門主演女優賞を受賞。

## あらすじ
ワシントン州のある港に上陸した、甲板長ジョン・バッグス（ジェームス・カーン）は、軍の病院での健康診断で検査結果待ちを言い渡される。その上、翌日朝8時までの休暇が、患者規定のため深夜12時までの「シンデレラ・リバティー休暇」にされてしまう。その日、バッグスは酒場で賭けビリヤードをしている女性マギー（マーシャ・メイソン）と知り合う。マギーには、黒人男性との間にできた11歳の息子がおり、賭けビリヤードと生活保護、ときどきの水兵相手の売春で生活をしていた。
ある日、バッグスはマギーの息子ダグが友人と観覧車で缶ビールを飲んでいるところに出くわす。彼はダグをマギーの元に連れてゆき、彼女にお金を渡し、酒以外の食べ物を与えるように頼む。そうして、彼はマギー親子の荒れた生活を改めるために心を配るようになり、少しずつマギー親子と心を通わせてゆく。
バッグスは新兵だった頃、新兵訓練でしごかれた元上官のフォーシェイ（イーライ・ウォラック）と兵舎で出くわす。積年の恨みをはらし、その後、酒を酌み交わし仲直りをする。フォーシェイはデラウェアの名士の息子をしごいた事がきっかけで除隊処分になっていた。また同じ頃、バッグスの所属する軍の病院で彼の認識票が紛失してしまい、そのせいで彼は認識票が見つかるまで、給料が受け取れなくなってしまう。
マギーと親密になったバッグスは彼女のアパートで同棲するようになる。彼がダグの自転車を修理していた時、社会福祉委員のミス・ワトキンスが訪ねてきた。その会話から、バッグスはマギーが彼に会う前から妊娠していたことを知らされ、黙っていたマギーを責め、兵舎に戻る。
兵舎まで訪ねてきたダグから、マギーが荒れて酒浸りになっていることを聞かされ、心配になったバッグスはマギーを訪ね、よりを戻す。彼は広い心で新たに生まれてくる子供を受け入れる気持ちになり、再び平和な三人の生活が訪れる。彼はマギーと結婚する意志を伝えるが、認識票がないために軍の許可がおりない。
その後、マギーは7ヶ月で早産してしまう。順調に進むかに見えた三人の生活だったが、生まれた赤ん坊が一週間で亡くなったことから、マギーは自暴自棄になり、結婚生活を諦めてしまう。まもなく、彼女は置手紙とダグを残し、他の男とニューオリンズに旅立ってしまう。認識票が発見され、明日に出航が決まったバッグスは、ダグにお金を渡し、朝7時に港に来るように言い聞かせる。
朝7時にタクシーでダグはやって来た。港では出航の点呼が始まっていた。「ジョン・バッグス・ジュニア」と名乗り、乗船許可を求め船に乗り込んだのは、意外なことに、あのフォーシェイだった。彼はバッグスの身代わりとなり軍務に就いたのだった。港でバッグスはダグに声をかけ、二人の生活がそこから始まる。

## キャスト
| 役名                         | 俳優                     | 日本語吹替 |
| 役名                         | 俳優                     | テレビ朝日版 |
| ---------------------------- | ------------------------ | --- |
| ジョン・バッグス             | ジェームズ・カーン       | 羽佐間道夫 |
| マギー・ポール               | マーシャ・メイソン       | 此島愛子 |
| ダグ（マギーの息子）         | カーク・キャロウェイ     | 大見川高行 |
| フォーシェイ                 | イーライ・ウォラック     | 穂積隆信 |
| 兵舎付き衛兵伍長             | バート・ヤング           | |
| オルコット                   | ブルーノ・カービー       | |
| ミス・ワトキンス（民生委員） | アリン・アン・マクレリー | |
| 海軍管理職                   | ダブニー・コールマン     | |
| 不明 その他                  |                          | 増岡弘 島美弥子 石丸博也 沼波輝枝 丸山詠二 納谷六朗 阪脩 野本礼三 筈見純 岸川実 北川米彦 藤夏子 古川登志夫 芝田清子 加川三起 曽我部和恭 黒部鉄 桜本昌弘 |
|                              |                          | |
| 演出                         | 演出                     | 小林守夫 |
| 翻訳                         | 翻訳                     | 木原たけし |
| 効果                         | 効果                     | 遠藤堯雄 |
| 調整                         | 調整                     | 前田仁信 |
| 制作                         | 制作                     | 東北新社 |
| 解説                         | 解説                     | 淀川長治 |
| 初回放送                     | 初回放送                 | 1978年3月5日 『日曜洋画劇場』 |

## サウンドトラック
Cindellera Liberty
1. Wednesday Special (Main Title) (2:28) - 歌 ポール・ウィリアムズ
2. Nice To Be Around (2:51)
3. New Shooter (3:07)
4. Maggie Shoots Pool (3:56)
5. Maggie and Baggs (4:07)
6. Boxing Montage (2:59)
7. Nice To Be Around (2:38) - 歌 ポール・ウィリアムズ
8. Neptune's Bar (2:23)
9. Cinderella Liberty Love Theme (3:59)
10. The Ferry Ride (1:46)
11. A Baby Boy Arrives (2:06)
12. Wednesday Special (End Title) (2:28) - 歌 ポール・ウィリアムズ